# 尼莫冰川
尼莫冰川（英語：Nemo Glacier），是南極洲的冰川，位於葛拉漢地的法利埃海岸，最終在瑪格麗特灣東北部注入尼莫灣，由英國南極名稱諮詢委員會命名，現時由南極條約體系管理。